# Thelypteris corazonensis
Thelypteris corazonensis är en kärrbräkenväxtart som först beskrevs av Bak., och fick sitt nu gällande namn av Alan Reid Smith. Thelypteris corazonensis ingår i släktet Thelypteris och familjen Thelypteridaceae. Inga underarter finns listade.